# Ivanda

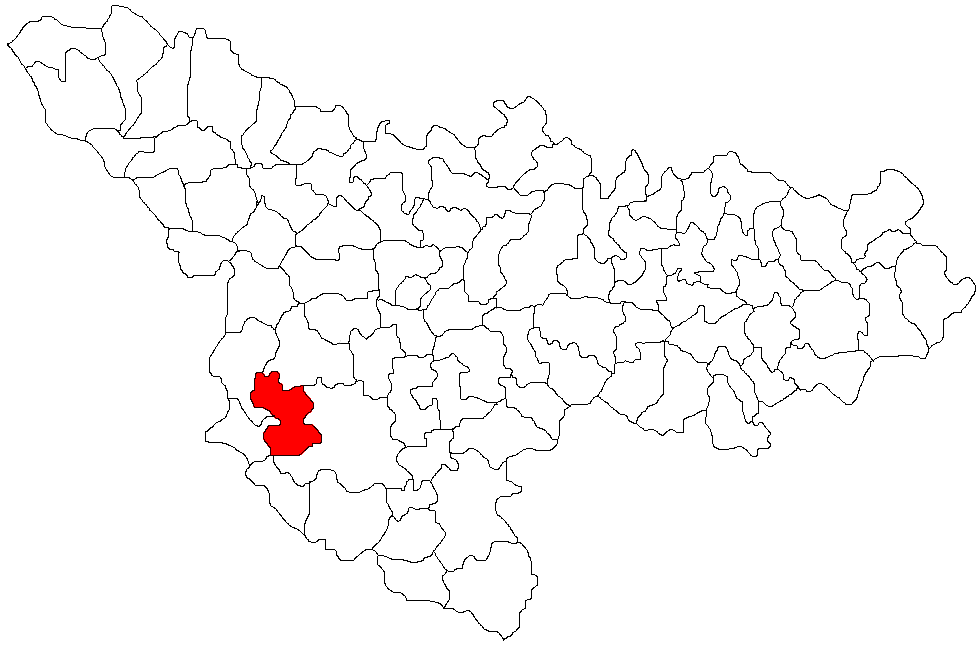
Lage der Gemeinde Giulvăz im Kreis Timiș

Ivanda (bis 1924 Iovănești; deutsch Iwanda, ungarisch Ivánd, serbisch-kyrillisch Иванда) ist ein Dorf im Kreis Timiș, Banat, Rumänien. Ivanda gehört zur Gemeinde Giulvăz.

## Geografische Lage
Ivanda liegt im Südwesten des Kreises Timiș, in 51 Kilometer Entfernung von der Kreishauptstadt Timișoara.

## Nachbarorte
| Otelec      | Sânmartinu Sârbesc                          | Peciu Nou |
| Iohanisfeld | Kompassrose, die auf Nachbargemeinden zeigt | Cebza     |
| Foeni       | Cruceni                                     | Giulvăz   |

## Geschichte
Eine erste urkundliche Erwähnung der Ortschaft stammt aus dem Jahr 1333. 
Auf der Josephinischen Landaufnahme von 1717 hat der Ort 40  Häuser. Nach dem Frieden von Passarowitz (1718), als das Banat eine Habsburger Krondomäne wurde, war Ivanda Teil des Temescher Banats. 1781 gehörte das Gut den Brüdern Naum und Constantin Mosca. 1783–1784 war Ivanda von Serben bewohnt. Ivanda war stets ein mehrheitlich von Serben bewohntes Dorf.
Von 1718 bis 1778 gehörte Ivanda zur Habsburger Krondomäne Temescher Banat. 
Nach dem Österreichisch-Ungarischen Ausgleich wurde die Ortschaft dem Königreich Ungarn innerhalb der Doppelmonarchie Österreich-Ungarn angegliedert. 
Infolge des Vertrags von Trianon am 4. Juni 1920 wurde das Banat dreigeteilt, wodurch Ivanda an das Königreich Rumänien fiel.

## Demografie
| 1880 | 1360 | 26  | 190 | 178 | 966  |
| 1910 | 1477 | 49  | 62  | 301 | 1065 |
| 1930 | 1456 | 54  | 99  | 319 | 984  |
| 1977 | 655  | 241 | 32  | 20  | 362  |
| 2002 | 613  | 438 | 20  | ?   | ?    |